# 1983년 런던 영화 비평가 협회상
제4회 런던 영화 비평가 협회상의 시상식에 관한 내용이다.

## 수상 및 후보

### 작품상
- 코미디의 왕 - 마틴 스코세이지 수상

### 외국어영화상
- 욜 - Yilmaz Guney 수상

### 감독상
- 당통 - 안제이 바이다 수상

### 작가상
- 인도에서 생긴 일 - Ruth Prawer Jhabvala 수상

### 남우주연상
- 간디 - 벤 킹슬리 수상